# 氯氮平
氯氮平（INN：clozapine），常見商品名 Clozaril，為一種非典型抗精神病藥物。主要用於治療其他精神科藥物治療無效的精神分裂症。精神分裂症及分裂情感性障碍用藥可能會增加自殺的機會。本品藥效較其他典型抗精神病藥物為強，因此可用於治療對於其他藥物產生抗性的患者。本品由口服給藥。
本品可能會增加發生粒細胞缺乏症的風險，可能會導致死亡。為了降低不良反應的風險，用藥時最好進行血液監測。其他嚴重副作用包含癲癇發作、心肌炎、高血糖。因失智症導致精神錯亂的年長者用藥可能增加死亡的風險。常見副作用包含昏睡、口乾、低血壓、視覺障礙，以及頭暈等等。有5%的人用藥後會產生遲發性運動不能等永久性動作障礙的風險。其藥理作用迄今尚未明朗。
氯氮平於1958年首次合成，並於1972年開始上市，為第一種典型抗精神病藥物。本品列名於世界卫生组织基本药物标准清单之中，為基礎公衛體系必備藥物之一。本品屬於通用名药物。在2014年，其每日劑量於发展中国家的批發價約介於0.05和2.10美金之間。

## 医疗用途
氯氮平是一种第二代抗精神病药物。它主要用於治療對其他抗精神病药物无反应或不能容忍的患者。 这意味着他们没有對至少两種不同的抗精神病药物有令人满意的反應。 它能比第一代抗精神病药物更有效地减少精神分裂症的症状。它對那些對其他藥物反應不佳的患者有更明顯的效果。
在一項2013年的研究中，比較了15種抗精神病藥物治療精神分裂症症狀的有效度，氯氮平排名第一，並且表現出非常高的療效。 它比氨磺必利（排名第二）有效25％，比奧氮平（排名第三）有效33％，有效程度是氟哌啶醇，喹硫平和阿立哌唑的兩倍。
然而，氯氮平的作用並非（至少在短期內）反映在整體的衡量標準中，例如能力离开医院和保持就业。患者复发率是低的，患者可接受性亦較其他抗精神病藥物好。 有一些證據表明氯氮平可能會降低精神分裂症患者濫用藥物的傾向。
它在同時治療患有精神分裂症和帕金森氏症的患者上，比其他抗精神病药物更有效。
氯氮平不建议用于治疗老人認知障礙的行为问题。

## 副作用
氯氮平可能造成嚴重和致命的副作用。常见副作用包括便秘、尿床、睡眠時流口水、肌肉僵硬、昏昏欲睡、顫抖、姿位性低血壓、高血糖和体重增加。會发展成錐體外症候群如迟发性运动障碍的風險低于典型的抗精神病药物；这可能是由于氯氮平的抗膽鹼的影响。患者從另一種抗精神病藥轉用氯氮平後，錐體外系症狀可能會有所減輕。
氯氮平携带五个黑箱警告，包括粒细胞缺乏、中央神经系统的抑郁症、白细胞减少症、粒细胞减少症、癫痫症、骨髓抑制、認知障礙症、低血壓、心肌炎、姿位性低血壓 （可能有昏厥）和癲癇。 癲癇發作閾值的降低可能與劑量相關，較少的初始劑量可降低癲癇發作的風險。較少的初始劑量也可降低姿位性低血壓和其他不良心血管副作用的風險。
許多服用本品的男性患者在性高潮期間會停止射精，儘管這在官方藥物指南中沒有記載。
然而，许多副作用是可以被管理的，并不一定須要停藥。

### 粒细胞缺乏症
氯氮平帶有粒細胞缺乏症的黑箱警告。在沒有監測的情況下，在治療的最初幾個月內服用氯氮平的人中約有1％出現粒細胞缺乏症。 治療開始的風險在治療後約三個月最高，之後大幅降低，一年後降至0.01％以下。 在試驗中，兒童、青少年以及老年人患有白細胞衰退的潛在風險似乎比年輕人或中年人更常見。
粒细胞缺乏症是可逆轉的。

### 對心脏的毒性
心肌炎有时是氯氮平致命的副作用，这通常在使用本品第一个月内开始。 疾病的首要表現是發燒，可能伴有與上呼吸道、胃腸道或泌尿道感染相關的症狀。 C-反應蛋白（CRP）通常隨著發燒的發生而增加，並且心肌酶、肌鈣蛋白的增加在5天后發生。監測指南建議在開始使用本品後的前4週檢查每週的CRP和肌鈣蛋白保持在基線，並觀察患者的疾病症徵和症狀。 心力衰竭是不太常見的，但可能隨著肌鈣蛋白的增加而出現。最近有一項病例對照研究發現，隨著氯氮平劑量、年齡和丙戊酸鈉的增加，氯氮平誘發心肌炎的風險會增加。

### 胃肠活動
另一個未被認識而可能危及生命的副作用是胃腸運動減少，可能表現為嚴重的便秘、糞便嵌塞、麻痺性腸梗阻、腸梗阻、急性巨結腸、缺血或壞死。 當使用不透射線標記客觀地測量胃腸功能時，高達80％使用本品的人出現結腸運動不足。 目前，氯氮平引起的胃腸動力減少死亡率高於粒細胞增多症。 考科藍的一項研究發現很少有證據可以幫助指導關於由氯氮平和其他抗精神病藥物引起的胃腸動力減少的最佳治療方法。 監測所有使用氯氮平的人的腸道功能和盡快使用瀉藥已被證明可以改善結腸通過時間並減少嚴重的副作用。

### 唾液分泌過多
雖然氯氮平是M1，M2，M3和M5受體的毒蕈鹼拮抗劑，但也是M4亞群的完全激動劑。因為M4在唾液腺中高度表達，其M4激動劑活性被認為是造成唾液腺過多的原因。

### 中枢神经系统
中枢神经系统的副作用包括昏睡、眩晕、頭痛、顫抖、昏厥、睡眠障碍、恶梦、烦躁、运动不能、搅动、癲癇發作、痙攣、静坐不能、神志不清、疲勞、失眠、运动机能亢进、虛弱、共济失调、説話含糊不清、抑鬱症、肌陣攣和焦慮。罕見的副作用有妄想、幻覺、譫妄、失憶、性慾增加或減少、偏執和煩躁、腦電圖異常、精神病惡化、感覺異常、癲癇持續狀態和強迫性症狀。與其他抗精神病藥類似，氯氮平很少會引起抗精神病藥物惡性症候群。

### 小便失禁
氯氮平與尿失禁有關， 虽然這並未有共識。

### 戒斷症狀
突然停藥可能導致膽鹼反彈效應，嚴重的運動障礙以及嚴重的精神病失代償。建議患者、家屬和護理人員了解氯氮平突然停藥的症狀和風險。當停用氯氮平時，建議逐漸減少劑量以降低戒斷效果。

### 重量增加及糖尿病
除高血糖外，使用氯氮平的患者體重經常增加。 葡萄糖代謝受損和肥胖已被證明是代謝綜合徵造成的，並有可能增加心血管疾病的風險。數據表明氯氮平可能比其他一些第二代抗精神病藥更容易引起不良代謝作用。 一項研究表明，奧氮平和氯氮平使身體優先從脂肪中獲取能量，而不是碳水化合物，故此擾亂了新陳代謝。碳水化合物水平仍然很高，身體會產生胰島素抵抗並會引起糖尿病。

## 相互作用
氟伏沙明抑制氯氮平的代謝，導致氯氮平在血液的水平顯著增加。
當卡馬西平與氯氮平同時服用時，卡馬西平已被證明可顯著降低氯氮平的血漿水平，從而降低氯氮平的作用。 應監測患者“開始或增加卡馬西平的氯氮平治療效果降低”。如果停用卡馬西平或降低卡馬西平的劑量，應監測氯氮平的治療效果。有研究建議卡馬西平不要與氯氮平同時使用，因為出現粒細胞增多症的風險增加。
已發表的病例報告指出，同時使用苯二氮卓類藥物和氯氮平可導致嚴重的不良反應，如呼吸停止，心臟驟停和猝死。
環丙沙星是CYP1A2的抑制劑，氯氮平是主要的CYP1A2底物。隨機研究報告了同時服用環丙沙星的精神分裂症患者的氯氮平濃度的升高。 因此，當環丙沙星和其他CYP1A2抑制劑加入治療時，氯氮平的處方資料建議“將氯氮平的劑量減少初始劑量的三分之一”，但一旦從治療中停止使用環丙沙星，就建議將氯氮平恢復到原始劑量。

## 药理学

### 药效
| 位置 | CZP     | NDMC    |
| --- | ------- | ------- |
| 5-HT1A | 123.7   | 13.9    |
| 5-HT1B | 519     | 406.8   |
| 5-HT1D | 1,356   | 476.2   |
| 5-HT2A | 5.35    | 10.9    |
| 5-HT2B | 8.37    | 2.8     |
| 5-HT2C | 9.44    | 11.9    |
| 5-HT3 | 241     | 272.2   |
| 5-HT5A | 3,857   | 350.6   |
| 5-HT6 | 13.49   | 11.6    |
| 5-HT7 | 17.95   | 60.1    |
| α1A | 1.62    | 104.8   |
| α1B | 7       | 85.2    |
| α2A | 37      | 137.6   |
| α2B | 26.5    | 95.1    |
| α2C | 6       | 117.7   |
| β1 | 5,000   | 6,239   |
| β2 | 1,650   | 4,725   |
| D1 | 266.25  | 14.3    |
| D2 | 157     | 101.4   |
| D3 | 269.08  | 193.5   |
| D4 | 26.36   | 63.94   |
| D5 | 255.33  | 283.6   |
| H1 | 1.13    | 3.4     |
| H2 | 153     | 345.1   |
| H3 | >10,000 | >10,000 |
| H4 | 665     | 1,028   |
| M1 | 6.17    | 67.6    |
| M2 | 36.67   | 414.5   |
| M3 | 19.25   | 95.7    |
| M4 | 15.33   | 169.9   |
| M5 | 15.5    | 35.4    |
| σ1 | 5,000   | >10,000 |
| σ2 | ND      | >10,000 |
| MOR | 1,000   | >10,000 |
| DOR | 1,000   | 127.9   |
| KOR | 1,000   | >10,000 |
| SERT | 1,624   | 316.6   |
| NET | 3,168   | 493.9   |
| DAT | >10,000 | >10,000 |
| 值是Ki（nM）。 值越小，藥物與該部位結合的強度越大。 所有數據均為人類克隆蛋白，除σ1（豚鼠），MOR（大鼠），DOR（小鼠）和KOR（豚鼠）外。 |         |         |

氯氮平被歸類為第二代抗精神病藥，因為它與5-羥色胺以及多巴胺受體結合。
氯氮平是5-羥色胺受體5-HT2A亞基的拮抗劑，推測可改善抑鬱，焦慮和與精神分裂症相關的負面認知症狀。
氯氮平可通過促進GABAB受體和GABAB的結合作用而充當GABAB受體的調節劑，從而增加兩者親和力。透過X射線晶體結構和分子對接的分析得知，Clozapine佔據非常接近GABA結合位點的位置。同時在分子建模中，Clozapine也可在激動劑結合位點或與其緊鄰的位點直接結合GABAB受體。。
氯氮平誘導星形膠質細胞釋放谷氨酸和D-絲氨酸，這是NMDA受體甘氨酸位點的激動劑， 並減少星形膠質細胞谷氨酸轉運蛋白的表達。 這些直接作用也存在於不含神經元的星形膠質細胞培養物中。 氯氮平可預防由NMDA受體拮抗劑引起的NMDA受體表達受損。

### 药物动力学

N-desmethylclozapine （norclozapine）、氯氮平的主要活动的代谢物。

口服給藥後，氯氮平幾乎完全被吸收，但由於首過效應，口服生物利用度僅為60-70％。 口服給藥後達到最高濃度的時間約為2小時30分鐘，食物似乎不影響氯氮平的生物利用度。 氯氮平的生物半衰期在穩態條件下約為14小時（隨每日劑量而變化）。
氯氮平在肝臟中通過細胞色素P450系統廣泛代謝為適合在尿液和糞便中消除的極性代謝物。 主要代謝產物諾氯氮平（去甲基氯氮平）具有藥理學活性。 細胞色素P450同工酶1A2主要負責氯氮平代謝，但2C，2D6,2E1和3A3/4似乎也起作用。誘導（如:香煙煙霧）或抑制（例如茶鹼，環丙沙星，氟伏沙明）CYP1A2的藥物可分別增加或減少氯氮平的代謝。 例如，吸煙引起的新陳代謝誘導與非吸煙者相比，吸煙者需要高達兩倍的氯氮平劑量才能達到相同的血漿濃度。
氯氮平和去甲氯苯胺（去甲基 - 氯氮平）的血漿水平也可以監測，儘管它們顯示出顯著的變異程度，並且在女性中更高並且隨著年齡的增長而增加。 監測氯氮平和去甲氯平的血漿水平已被證明可用於評估藥物依從性，代謝狀態，預防毒性和改善劑量。

## 化学
氯氮平是一種二苯並二氮雜卓，其結構與洛沙平有關。 微溶於水，溶於丙酮，極易溶於氯仿。 其在水中的溶解度為0.1889 mg / L（25°C）。 其製造商諾華聲稱其在水中的溶解度<0.01％（<100 mg / L）。

## 历史
氯氮平由瑞士製藥公司Wander AG於1958年合成，基於三環類抗抑鬱藥丙咪嗪的化學結構。在1962年，在人類身上的第一次測試被認為是失敗。在1965年和1966年於德國進行的試驗以及1966年在維也納的試驗取得了成功。在1967年，山德士收購了Wander AG。1972年進行了進一步的實驗，氯氮平在瑞士和奧地利被推出市面為Leponex。兩年後，它於1975年在西德和芬蘭被推出市面。早期測試在美國大約同時進行。 1975年，在一些使用氯氮平的患者發生粒細胞缺乏症導致死亡的報導出現後，氯氮平被製造商自願撤回。 氯氮平在後來的十多年間一直失寵，儘管在芬蘭發生的粒細胞缺乏症的原因尚不清楚，它的發生率高出20倍。 這比其他任何國家報吿的都多。然而，當研究表明氯氮平對治療抵抗性精神分裂症比其他抗精神病藥更有效時，FDA和大多數其他國家的衛生當局僅批准其用於治療抵抗性精神分裂症，並且需要限制性分佈，在發生粒細胞缺乏症之前，患者須登記和定期進行血液學監測來檢測粒細胞減少症。2002年12月，氯氮平在美國被批准用於降低精神分裂症或分裂情感患者的自殺風險，這些患者被認為具有自殺行為的慢性風險。 2005年FDA批准允許降低血液監測的頻率。在2015年，個別製造商患者登記處被FDA要求合併到一個名為Clozapine REMS Registry的共享患者登記處。
氯氮平使用很多品牌在全世界销售，包括Alemoxan,Azaleptine,Azaleptol,Cloment,Clonex,Clopin,Clopine,Clopsine,Cloril,Clorilex,Clozamed,Clozapex,Clozapin,Clozapina、Clozapinum,Clozapyl,Clozarem,Clozaril,Denzapine,Dicomex,Elcrit,Excloza,FazaClo,Froidir,Ihope,Klozapol,Lanolept,Lapenax,Leponex,Lodux,Lozapine,Lozatric,Luften,Medazepine,Mezapin,Nirva,Ozadep,Ozapim，Refract，Refraxol,Schizonex,Sensipin,Sequax,Sicozapina, Sizoril,Syclop,Syzopin,Tanyl,Uspen,Versacloz,Xenopal,Zaclo,Zapenia,Zapine,Zaponex,Zaporil,Ziproc，及Zopin。

## 延伸閱讀
- Benkert, Hippius: Kompendium der Psychiatrischen Pharmakotherapie （German）, 4th. ed., Springer Verlag
- B. Bandelow, S. Bleich, and S. Kropp: Handbuch Psychopharmaka （German）, 2nd. ed. Hogrefe
- Crilly J. . History of Psychiatry. Mar 2007, 18 (1): 39–60. PMID 17580753. doi:10.1177/0957154X07070335.

## 外部連結
- U.S. National Library of Medicine: Drug Information Portal – Clozapine （页面存档备份，存于）
- US Package Inserts （页面存档备份，存于）